# Josip Brkić (hrvatski političar)
Dr. Josip Brkić (Škabrnja, 7. veljače 1887. – Split, 11. travnja 1959.), hrvatski političar, gradonačelnik Splita
Rođen je u Škabrnji, 7. veljače 1887., od oca Petra Brkića i majke Šimice Rogić. 
Kako je u Škabrnji 1892. Redovito počela djelovati "jednorazredna pučka škola" koju je vodio učitelj Frane Marun, Josip je najvjerojatnije pohađao školu u Škabrnji školske godine 1894./95. Uz potporu zaklade "Zmajević" daljnje školovanje nastavio je u Hrvatskoj gimnaziji u Zadru, koju je odličnim uspjehom završava 1904.godine. Po završetku gimnazije nastavlja studij prava u Beču, gdje 1910. stječe zvanje doktora prava. Potom odlazi u Split, gdje otvara svoj odvjetnički ured. U odvjetničkoj službi bio je veoma uspješan i vrlo cijenjen, kako reče njegov poznanik odvjetnik Korlajet: "U svojim obranama stranki dr. Brkić udarao je protivnika u mozak". U Splitu je osnovao obitelj. Supruga mu je bila Ksenija Brkić, rođena Madirazza. S njom je imao troje djece: Srđana, Vjeru i Janju. Nije poznat njegov politički rad u vrijeme Kraljeve diktature, sve do 1939. Međutim, među prvim splitskim intelektualcima 1939. uključuje se u članstvo HSS-a. Kao gorljivi član i veliki domoljub 1940. postaje gradonačelnik Splita.